# FTZ 123 D 12
Die FTZ 123 D 12 ist eine in Deutschland gebräuchliche Schnittstelle von Telefonanlagen zum Anschluss einer Tür-Freisprecheinrichtung.
Der Name der Schnittstelle verweist auf den Ursprung der Definition beim Fernmeldetechnischen Zentralamt (FTZ).
Der Dienstbehelf 12 „123 D 12 Rahmenregelung für Anlagen nach Ausstattung 1“ vom Januar 1988 enthielt die betreffende Spezifikation vom Bundesministerium für das Post- und Fernmeldewesen, in der für die Schnittstelle festgelegt war:
- kein Zugang zum öffentlichen Telefonnetz (es sollte nicht möglich sein, ein Orts- oder Ferngespräch mit der Türstelle zu verbinden),
- gleichstromfreie a/b-Schnittstelle,
- 2 potentialfreie Relaiskontakte für mindestens 24 Volt und 0,3 Ampere, davon
  - 1 Schließer mit mindestens 3 Sekunden Einschaltdauer für Türöffner,
  - 1 Schließer für andere Zwecke,
- Betätigung des Türöffners durch das Impulswahlverfahren.

Wie die Signalisierung erfolgt, bleibt offen. Der Spezifikation genügt, wenn eine separate Klingelanlage notwendig ist und die Türsprechstelle angerufen werden muss.